# Liste slowenischer Schachspieler
Die Liste slowenischer Schachspieler enthält Schachspieler, die seit der Unabhängigkeit Sloweniens 1991 für den slowenischen Schachverband spielberechtigt sind oder waren und mindestens eine der folgenden Bedingungen erfüllen:
- Träger einer der folgenden FIDE-Titel: Großmeister, Ehren-Großmeister, Internationaler Meister, Großmeisterin der Frauen, Ehren-Großmeisterin der Frauen, Internationale Meisterin der Frauen;
- Träger einer der folgenden ICCF-Titel: Großmeister, Verdienter Internationaler Meister, Internationaler Meister, Großmeisterin der Frauen, Internationale Meisterin der Frauen;
- Gewinn einer nationalen Einzelmeisterschaft;
- eine historische Elo-Zahl von mindestens 2500 (vor Einführung der Elo-Zahl im Juli 1971).

## A
- Milka Ankerst (* 1942), Internationale Meisterin der Frauen

## B
- Darko Babič (* 1963), Internationaler Fernschachmeister
- Mirko Bandelj (* 1958), Internationaler Fernschachmeister
- Janez Barle (1952–2022), Internationaler Meister
- Zlatko Bašagić (1947–2016), Internationaler Meister[1]
- Alexander Beliavsky (* 1953), Großmeister, slowenischer Meister[2]
- Janko Bohak (1935–2023), Internationaler Fernschachmeister
- Jure Borišek (* 1986), Großmeister, slowenischer Meister
- Aleš Borštnik (* 1963), Fernschachgroßmeister
- Borko Bošković, Verdienter Internationaler Meister im Fernschach
- Franček Brglez (1922–1997), Fernschachgroßmeister
- Iztok Brunšek (* 1965), Fernschachgroßmeister
- Enver Bukić (1937–2017), Großmeister

## C
- Stefan Cigan (* 1966), Internationaler Meister
- Marko Coklin (* 1962), Internationaler Meister im Fernschach
- Anton Čopar (* 1956), Verdienter Internationaler Meister im Fernschach

## D
- Gal Drnovšek (* 1995), Internationaler Meister

## F
- Bojan Fajs, Verdienter Internationaler Meister im Fernschach

## G
- Mitja Gerzina, Verdienter Internationaler Meister im Fernschach
- Leon Gostiša (* 1961), Internationaler Meister, slowenischer Meister, Fernschachgroßmeister
- Aljoša Grosar (* 1967), Internationaler Meister, slowenischer Meister
- Kiti Grosar (* 1976), Internationale Meisterin der Frauen, slowenische Meisterin der Frauen

## H
- Anica Horvat, Fernschachgroßmeisterin der Frauen
- Milan Horvat, Verdienter Internationaler Meister im Fernschach
- Ivana Hreščak (* 2000), Internationale Meisterin der Frauen

## J
- Lara Janželj (* 1997), Internationale Meisterin der Frauen
- Tim Janželj (* 1994), Internationaler Meister
- Igor Jelen (* 1972), Internationaler Meister
- Iztok Jelen (* 1947), Internationaler Meister
- Viktor Jemec (* 1951), Verdienter Internationaler Fernschachmeister
- Simon Jerič (* 1963), Internationaler Meister

## K
- Darja Kapš (* 1981), Großmeisterin der Frauen, slowenische Meisterin der Frauen
- Peter Kariž (* 1960), Internationaler Fernschachmeister
- Matej Keršič (* 1971), Verdienter Internationaler Meister im Fernschach
- Špela Kolarič (* 1993), slowenische Meisterin der Frauen
- Eva Korošec, Internationale Fernschachmeisterin der Frauen
- Stane Korošec (* 1967), Internationaler Fernschachmeister
- Stefan Korošec (* 1939), Internationaler Fernschachmeister
- Danilo Korže (* 1965), Fernschachgroßmeister
- Toni Kos (* 1972), Internationaler Meister
- Stanko Kovač (* 1961), Internationaler Fernschachmeister
- Leon Krajnc (* 1942), Verdienter Internationaler Meister im Fernschach
- Jana Krivec (* 1980), Großmeisterin der Frauen, slowenische Meisterin der Frauen
- Nataša Krmelj (* 1972), slowenische Meisterin der Frauen
- Domen Krumpacnik (* 1966), Internationaler Meister

## L
- Luka Lenič (* 1988), Großmeister, slowenischer Meister
- Anita Ličina Vrabič (* 1972), Internationale Meisterin der Frauen, slowenische Meisterin der Frauen
- Andrej Loc (* 1955), Verdienter Internationaler Meister im Fernschach

## M
- Aleš Malnar (1965–2021), Internationaler Fernschachmeister
- Karmen Mar (* 1987), Internationale Meisterin der Frauen
- Boris Markoja (* 1998), Internationaler Meister
- Leon Mazi (* 1959), Internationaler Meister
- Vojko Mencinger (* 1958), Internationaler Meister
- Zvonimir Meštrović (1944–2016), Internationaler Meister[3]
- Adrian Mihalčišin (* 1954), Großmeister, slowenischer Meister[4]
- Narcisa Mihevc-Mohr (* 1972), slowenische Meisterin der Frauen
- Matjaž Mikač (* 1964), Internationaler Meister
- Georg Mohr (* 1965), Großmeister
- Vojko Musil (1945–2023), Internationaler Meister
- Anna Musytschuk (* 1990), Großmeister, Großmeisterin der Frauen[5]

## N
- Nikolaos Ntirlis (* 1984), Internationaler Fernschachmeister[6]
- Jože Novak (* 1954), Verdienter Internationaler Meister im Fernschach

## P
- Bruno Parma (* 1941), Großmeister
- Duško Pavasovič (* 1976), Großmeister, slowenischer Meister
- Francka Petek-Boch (* 1951), Internationale Fernschachmeisterin der Frauen
- Matjaž Pirš (* 1956), Fernschachgroßmeister[7]
- Albin Planinc (1944–2008), Großmeister
- Janez Podkrajšek (* 1932), Verdienter Internationaler Meister im Fernschach
- Bogdan Podlesník (* 1961), Internationaler Meister, slowenischer Meister[8]
- Danilo Polajzer (* 1958), Internationaler Meister
- Mitja Pranjič (* 1977), Internationaler Fernschachmeister
- Anton Praznik (* 1949), Verdienter Internationaler Meister im Fernschach
- Niko Praznik (* 1979), Internationaler Meister
- Zvonka Praznik-Pezdirc (* 1949), Internationale Fernschachmeisterin der Frauen
- Anton Preinfalk (1911–2011), Internationaler Fernschachmeister
- Stojan Puc (1921–2004), Ehrengroßmeister, Internationaler Meister
- Jože Pucelj (* 1956), Verdienter Internationaler Meister im Fernschach

## R
- Edo Roblek  (1932–2008), Verdienter Internationaler Meister im Fernschach
- Vesna Rožič (1987–2013), Internationale Meisterin der Frauen, slowenische Meisterin der Frauen

## S
- Tadej Sakelsek (* 1986), Internationaler Meister, slowenischer Meister
- Nadija Schpanko (* 2002), Internationale Meisterin der Frauen[9]
- Matej Šebenik (* 1983), Großmeister
- Marjan Šemrl (* 1954), Fernschachweltmeister, Fernschachgroßmeister
- Dražen Sermek (* 1969), Großmeister, slowenischer Meister[10]
- Darko Sifrer (* 1956), Internationaler Meister
- Jernej Šivic (* 1985), Fernschachgroßmeister
- Klemen Šivic (* 1983), Internationaler Fernschachmeister
- Jure Škoberne (* 1987), Großmeister, slowenischer Meister
- Barbara Skuhala (* 1996), slowenische Meisterin der Frauen
- Primož Šoln (* 1978), Internationaler Meister, slowenischer Meister
- Jernej Špalir (* 1992), Internationaler Meister
- Ana Srebrnič (* 1984), Großmeisterin der Frauen, slowenische Meisterin der Frauen
- Jan Šubelj (* 2004), Internationaler Meister

## T
- Žan Tomazini (* 1994), Internationaler Meister
- Marko Tratar (* 1974), Großmeister, slowenischer Meister

## U
- Laura Unuk (* 1999), Internationaler Meister, Großmeisterin der Frauen, slowenische Meisterin der Frauen
- Zala Urh (* 2002), Internationale Meisterin der Frauen

## V
- Zoran Veličković (* 1969), Internationaler Meister
- Teja Vidic (* 1998), Internationale Meisterin der Frauen
- Gregor Vohl (* 1983), Verdienter Internationaler Meister im Fernschach

## Z
- Peter Žebre, Verdienter Internationaler Meister im Fernschach
- Boris Žlender (* 1959), Fernschachgroßmeister
- Jure Zorko (* 1988), Internationaler Meister
- Miran Zupe (* 1960), Internationaler Meister